# 사랑따윈 필요없어, 여름
《사랑따윈 필요없어, 여름》(愛なんていらねえよ、夏 아이난테이라네에요, 나츠[*])는 2002년 7월 2일부터 2002년 9월 13일까지 TBS에서 방송된 드라마이다. 시간은 매주 금요일 밤 10시 ~ 10시 54분이다. 주연은 와타베 아츠로, 히로스에 료코. 총 10회. 평균 시청률 7.8%, 최고 시청률 11.1%를 기록하였다.
본 작품이 SBS 드라마본부에서 대한민국 제작 드라마로 리메이크된 '그 겨울, 바람이 분다'란 수목미니시리즈로 편성이 확정되어, 2013년 2월 13일에 방영을 개시하였다.

## 개요
사랑을 믿지 않는 남녀가 만나, 점차 사랑이라는 것의 대한 존재를 알아가는 이야기. “눈에 보이지 않는 ‘사랑’이라는 존재를 어디까지 믿을 수 있는가?”라는 주제를 담고 있다.

## 시놉시스
가부키쵸로 호스트를 하고 있던 레이지는 손님인 여성이 자살한 것과 관련해 횡령 혐의로 경찰에 체포된다. 6개월 후 출소한 레이지를 기다리고 있는 것은 7억 3천만 엔이라는 거액의 빚과 동료의 배신. 2개월 내에 갚지 않으면 레이지는 죽게 된다. 돌아가는 상황에 무엇부터 해야 하는지 엄두가 나지 않는 레이지의 앞에 마카베 유키카즈라는 변호사가 나타난다. 카마쿠라에 대저택의 장녀인 타카조노 아코의 오빠가 레이지라면서 찾아 온 것이다. 레이지는 그녀의 재산으로 빚을 삼키려하고, 아코의 오빠라는 설정으로 연기를 시작한다. 여성을 속이는 것을 직업으로 한 레이지이기에 여자 애 하나 속이는 것은 쉬운 일이라고 생각했지만, 그 소녀는 사랑 따윈 필요없다고 마음을 닫아버린 눈이 먼 소녀였다.

## 캐스팅

### 주인공
시라토리 레이지(白鳥レイジ) - 와타베 아츠로
33세. 태어나자마자 버려져 고아원에서 자랐다. 동경과 신주쿠 일대에서 4채의 호스트바를 경영하고 있다. 여자를 능숙하게 다룰 줄 알고, 여자들을 속이며 살아가고 있다. 자신의 일을 돌봐주고 있던 시라이 레이지가 사망 후, 그의 본가에 20년 만에 나타난 레이지인 척 하고 연극을 해서 재산을 탈취하려고 한다. 아코의 진짜 오빠인 시라이 ‘레이지’와 이름은 같지만 한자가 다르다.
타카조노 아코(鷹園亜子) - 히로스에 료코
21세. 타카조노가의 외동딸. 아버지와 어머니는 아코가 어렸을 때에 이혼했고, 유일한 형제인 오빠와도 이별하고 지금은 얼굴도 기억하지 못한다. 아버지는 아코에게 어마어마한 재산을 남기고 돌아가시고, 현재 집에는 하인들과 지내고 있다. 10세 때에 병으로 시력을 잃어 앞이 보이지 않는다. 겉은 누구보다 차가운 사람이지만, 실은 마음 속의 상처를 사랑으로 치료받길 바라는 사람.

### 타카조노家 주변 인물
나카타 사키코(中田咲子) - 사카구치 요코
45세. 타카조노가에 아주 오랫동안 일하고 있는 가정부. 어렸을 때 부모가 이혼해 어머니가 없었던 아코에게 있어서 대리모 같은 존재.
마카베 쿄이치(真壁恭一) - 한카이 카즈아키
48세. 타카조노가의 고문변호사. 아코의 아버지인 슌스케와 오래전부터 친구였다. 아코의 오빠인 레이지를 계속 찾아다니다가 시라토리 레이지를 아코의 오빠인 레이지로 알고 집으로 데려온다.
이가라시 아키라(五十嵐彰) - 스즈키 카즈마
35세. 돌아가신 아코 아버지의 부하로 현재는 회사경영에 참여하고 있다. 아코와 결혼을 생각하고 있다.

### 레이지 주변 인물
아쿠타가와 나루(芥川奈留) - 후지와라 타츠야
25세. 파니 페이스의 넘버원 호스트. 레이지를 형처럼 생각하고 따른다 겁이 없어 말하고 싶은 것을 바로바로 말해버리는 성격. 레이지와 함께 타카조노 가에 들어가 레이지의 연극에 동참한다.
나나미 키리코(名波李理子) - 니시야마 마유코
24세. 레이지의 유일한 애인이었던 시오리의 동생. 신주쿠에서 꽃집 [나나미 후로리스트]를 경영하고 있다.
우에다 타쿠로(ウエダ タクロー) - 모리모토 레오
43세. 동경에서 누구나 무서워하는 담보회수인. 부드러운 말투와는 대조적으로 신출귀몰한 레이지를 악착같이 뒤쫓는다. 항상 무서운 표정을 한 청년과 같이 다닌다.

### 그 외
이토 카에데(伊藤楓) - 마츠오 레이오
21세. 아코와 어렸을 때부터 알고있어서 그녀를 잘 이해하고 있다. 아코가 자주 가는 카페 ‘나일’에서 아르바이트를 하고 있다.

## 한국어 리메이크 버전
- 지난 2013년, SBS 드라마본부 측에서 '사랑따윈 필요없어, 여름'을 리메이크한 수목미니시리즈 '그 겨울, 바람이 분다'가 방영되었다. 노희경 작가님이 리메이크한 '그 겨울, 바람이 분다'의 주연으로는 송혜교와 조인성이 발탁됐다.

## 스태프
- 연출 : 츠츠미 유키히코, 이마이 나츠키, 마츠하라 히로시
- 프로듀서 : 우에다 히로키
- 각본 : 타츠이 유카리
- 음악 : 미타케 아키라, 타케우치 토오루
- 촬영 : 카라사와 사토루, 마다라메 시게유
- 편집 : 오노 마사히로, 야마구치 마키코
- 조명 : 아가츠마 토시아츠, 오카모토 미유키, 카와치 다이스케, 사쿠라이 카즈노리
- 미술 : 아오키 유카리

## 관련 음반
주제곡
- 池田綾子 / Life

## 부제·시청률
| 각 화                                                          | 방송일          | 부제                                             | 시청률 |
| -------------------------------------------------------------- | --------------- | ------------------------------------------------ | ------ |
| LAST10                                                         | 2002년 7월 12일 | 보지 못하는 기형-money, money, money-            | 11.1%  |
| LAST 9                                                         | 2002년 7월 19일 | 7억 3000만엔의 살인 생각 -kill me, with love-    | 9.0%   |
| LAST 8                                                         | 2002년 7월 26일 | 사랑을 주는 밤 -I believe you-                   | 8.1%   |
| LAST 7                                                         | 2002년 8월 2일  | 최고의 선물 -Happy Birthday-                     | 8.8%   |
| LAST 6                                                         | 2002년 8월 9일  | 너무나 상냥한 거짓말 -only truth! I want-        | 4.2%   |
| LAST 5                                                         | 2002년 8월 16일 | 마지막 여름 휴가 -memory of a firefly-           | 7.1%   |
| LAST 4                                                         | 2002년 8월 23일 | 너를 무조건 지킨다!! -Weddingdress for death-    | 6.3%   |
| LAST 3                                                         | 2002년 8월 30일 | 마지막 만찬 -Farewell to illusions of happiness- | 8.2%   |
| LAST 2                                                         | 2002년 9월 6일  | 추억의 하룻밤 -I want to die in your arms-       | 5.6%   |
| THE LAST 1                                                     | 2002년 9월 13일 | 빛이 비치는 곳으로 -Autumn has come-             | 8.9%   |
| 평균 시청률 7.8% (시청률은 간토 지방 기준, 비디오 리서치 조사) |                 |                                                  |        |

## 수상 경력
2002년 《34회 일본 TV 드라마 아카데미상》
- 각본상 타츠이 유카리 수상
- 감독상 츠츠미 유키히코, 이마이 나츠키, 마츠하라 히로시 수상

## 같이 보기
- 《사랑따윈 필요없어》 - 본작을 리메이크한 대한민국의 2006년 영화.
- 《그 겨울, 바람이 분다》 - 본작을 리메이크한 대한민국의 2013년 드라마.